# Mastim alpino
Mastim alpino ou mastim dos alpes, é uma extinta raça de cão do tipo mastim, progenitora do são-bernardo moderno e um dos principais contribuintes na criação do mastim inglês (através de cães como "Couchez" de Lorde Waldegrave), tendo também influência em outras raças que derivam dessas ou que estão intimamente relacionadas a elas.

## História
Wynn escreveu “Em 1829, um grande cão tigrado da antiga raça dos mastins alpinos, chamado L'Ami, foi trazido do convento de Great Saint Bernard e exibido em Londres e em Liverpool como o maior cão da Inglaterra.” Acredita-se que William Cavendish, 5º Duque de Devonshire, tenha criado mastins alpinos em Chatsworth House.
Os nomes "mastim alpino" e "são-bernardo" eram usados indistintamente no início do século XIX para o mesmo tipo de cão, embora a variedade mantida no convento de Grande Passo de São Bernardo tenha sido significativamente alterada pela introdução de outras raças, incluindo Terra Nova e Dogue Alemão, e é esta variedade composta que deu origem ao são-bernardo moderno.
Inevitavelmente estes cães de montanha diminuíram numericamente em sua forma pura devido a diluição do pool genético até serem considerados extintos, embora haja uma raça rara remanescente conhecida como "Cane Garouf" ou "Patua", encontrada na parte dos Alpes anteriormente habitada pelo mastim alpino. Esta raça rara gera controvérsias, sendo considerada por alguns como o próprio mastim alpino conservado, e por outros como a descendente mais próxima restante.
O mastim alpino era, junto com o mastim tibetano e os mastins da ásia central, uma das primeiras raças de cães a atingir um tamanho verdadeiramente gigantesco. Foi um dos primeiros verdadeiros mastins, originários do norte da Europa antes de 500 a.C. Os maiores indivíduos podem ter atingido mais de 1 metro de altura no ombro e pesar 160 lb (73 kg)[carece de fontes?] ou mais (apesar de que cães que alcançassem 165 lb (75 kg) eram raríssimos), ultrapassando o moderno são-bernardo e o mastim inglês em tamanho. A partir dos anos 1970, houve alguns esforços para reproduzir o mastim alpino, principalmente por meio de raças como são-bernardo, dogue alemão, cão de montanha dos Pirenéus e bernese.